# Мірошниченко Павло Петрович (генерал-майор)
Мірошниченко Павло Петрович (березень 1903, село Жирківка, Золотоніський повіт, Полтавська губернія, Російська імперія — 20 липня 1942, Калінінська область, РРФСР, СРСР) — радянський військовий діяч, генерал-майор (1942). Загинув під час операції «Зейдліц» у липні 1942 року. 

## Біографія
Народився на Полтавщині у селянській родині. Із 1921 році працював робітником на залізничній станції Полтава. У 1923 році призваний до Червоної Армії, закінчив військово-інженерну та артилерійську школи. Згодом був демобілізований і повернувся у Полтаву, але у 1925 році був повторно призваний до армії. Служив у 25-й Чапаєвській стрілецькій дивізії, а в 1930 році був переведений до конвойних військ ОДПУ. Командував ротою у конвойному полку НКВС у Центральній Азії. 
У 1939 році закінчив Військову академію імені Фрунзе. Із травня 1939 року — начальник штабу 17-ї конвойної бригади військ НКВС. Із вересня 1939 року — начальник секретаріату заступника народного комісара внутрішніх справ СРСР І. І. Масленнікова. 

### Друга світова війна
Із липня 1941 року — заступник начальника штабу 29-ї армії Західного фронту. Із 16 серпня 1941 року — командир 243-ї стрілецької дивізії. Із 23 вересня 1941 року — начальник відділу бойової підготовки штабу 29-ї армії. Із 14 листопада 1941 року командував 174-ю стрілецькою дивізією, брав участь у боях за Калінін. 
Із грудня 1941 року — начальник штабу 39-ї армії, брав участь у Ржевській битві. 30 травня 1942 року отримав звання генерал-майора. У липні 1942 року армія була оточена німцями у ході операції «Зейдліц». Під час цієї битви загинув в оточенні. Похований у Твері. 

## Нагороди
- Орден Вітчизняної війни 1-го ступеня (1965, посмертно)
- Орден «Знак Пошани» (1940)
- Медаль «За трудову доблесть» (1940)